# Bad Bellingen (przystanek kolejowy)
Bad Bellingen (niem: Bahnhof Bad Bellingen) – przystanek kolejowy w Bad Bellingen, w kraju związkowym Badenia-Wirtembergia, w Niemczech. Według DB Station&Service ma kategorię 6. Znajduje się na linii Mannheim – Basel. 

## Położenie
Przystanek Bad Bellingen położony jest centralnie w miejscowości Bad Bellingen. Wszystkie główne punkty usługowe i atrakcje są w zasięgu ręki. Naprzeciwko  przystanku po zachodniej stronie znajduje się restauracja Gasthof Hirschen. Również od strony zachodniej znajduje się mały parking P + R, a także zadaszony parking dla rowerów i motocykli.

## Linie kolejowe
- Linia Mannheim – Basel

## Połączenia
| Linia | Trasa | Takt                                     |
| ----- | --- | ---------------------------------------- |
| RE    | Offenburg – Lahr (Schwarzw) – Emmendingen – Freiburg (Breisgau) – Schallstadt – Bad Krozingen – Müllheim (Baden) – Bad Bellingen – Weil am Rhein – Basel Bad Bf (– Basel SBB)                                              | gpdzinny                                 |
| RB    | (Karlsruhe –) Offenburg – Lahr (Schwarzw) – Emmendingen – Freiburg (Breisgau) – Ebringen – Schallstadt – Bad Krozingen – Heitersheim – Müllheim (Baden) – Neuenburg (Baden) / Bad Bellingen – Weil am Rhein – Basel Bad Bf | pojedyncze pociągi (w godzinach szczytu) |